# Dysphania venturii
Dysphania venturii är en amarantväxtart som först beskrevs av Paul Aellen och som fick sitt nu gällande namn av Sergej Mosyakin och Steven Earl Clemants. 
Dysphania venturii ingår i släktet doftmållor, och familjen amarantväxter. Inga underarter finns listade i Catalogue of Life.